# Зіверт Альфонс Карлович
Альфонс Карлович Зіверт — лікар, науковець Російської імперії німецького походження, який працював в Україні. Альфонс Фердинанд Юлій Зіверт, у повсякденному житті його звали Альфонс Карлович Зіверт, був нащадком німецького дворянства, що присягнуло Російській імперії.

## Біографія
Його батько, таємний радник Карл-Фердинанд Зіверт, був видатною фігурою в історії розвідки. Його основна робота полягала в організації таємного перегляду листів. Він винайшов унікальний пристрій для таємного читання листів без сліду, і був пов'язаний з переглядом пошти дипломатів і державних чиновників. Наприкінці довгої успішної кар'єри в 1917 році його звинуватили як російсько-австрійського подвійного агента.
Один із його синів Еріх Зіверт успадкував бізнес батька, став поштовим чиновником і офіцером російської армії. Під час Першої світової війни потрапив у полон до австрійців, його подальша доля невідома.
Сам Альфонс обрав медичну кар'єру. По закінченню медичного факультету Київського університету Святого Володимира 20 вересня 1899 року і був прийнятий до клініки пропедевтики як «екстраординирний інтерн» 22 лютого 1903 року, а також одночасно працював практикуючим лікарем у міській клініці К. Е. Вагнера. У 1906—1908 роках був у відрядженні за кордоном. Від 1909 року прийнятий на військово-медичну службу. З 18 січня 1909 року по 1912 рік служив військовим лікарем Кубанського, а згодом — Миргородського піхотних полків. Наприкінці строкової служби став головним лікарем 12-ї клініки внутрішніх хвороб Київського клінічного військового госпіталю. У 1912 році Зіверт став приват-доцентом. Пізніше, у 1920—1921 роках, був завідувачем кафедри внутрішніх хвороб Університету Св. Володимира.
На початку 1900-х років мешкав у Києві на сучасній вулиці І. Франка, 21, потім упродовж 1907—1917 — на вулиці Стрілецькій, 4, з 1918 року — на сучасній вулиці Богдана Хмельницького, 27/1.
Драматичні події Першої світової та громадянської війни не покращили його здоров'я. У 1922 році Альфонс Карлович Зіверт помер у віці 49 років.

## Сім'я
Зіверт одружився з дочкою відомого музиканта Володимира Пухальського, директора Імператорської Київської консерваторії. У них було двоє синів Володимир і Георгій, дочка Марія. Син Володимир (1902—1938), юрист за освітою, мав трагічну долю, брав участь у революційній націоналістичній діяльності, у 1919 році заарештований радянською владою як «гетьманец і контрреволюціонер», того ж року звільнений завдяки клопотанням і зв'язкам батька, але справу не припинено. У 1929 році знову заарештований як «член монархічної організації», відбув трирічне висилання. 1938 року втретє заарештований, звинувачений як «активний учасник контрреволюційної фашистської підпільної організації церковників», того ж року засуджений до виняткової міри покарання і розстріляний.

## Наукові здобутки
Зіверт вивчав фізіологію артеріального тиску і виділення сечової кислоти, опублікував монографію з токсикології, де виклав результати експериментальних досліджень дії різних спиртів (етанолу, метанолу, компонентів сивушних олій), особливо на ізольовану функцію серця. У 1912 році був доповідачем із кардіології на IV з'їзді терапевтів Російської імперії. Ця доповідь про активні механізми серцевої діастоли є досить примітною, оскільки містила уявлення про те, що енергія використовується в міокарді не лише для скорочення, а й для розслаблення його, що було підтверджено у подальших фізіологічних дослідженнях середини XX століття. Розширену версію доповіді він опублікував пізніше в Німеччині.
Відомий першим у світі описом синдрому, який включає транспозицію внутрішніх органів, аномальні лобні пазухи, що призводить до виникнення різних синуситів, бронхоектатична хвороба і нерухомість війок. Згодом цей синдром невиправдано стали називати синдромом Картагенера, який описав його лише в 1933 році, хоча іноді його все ж таки називають синдромом Зіверта — Картагенера. Ще в 1902 році Зіверт опублікував у щотижневій медичній газеті в Санкт-Петербурзі «Російський лікар» опис випадку юнака з синуситом, вродженими бронхоектазами та situs inversus viscerum (транспозиція внутрішніх органів). Пізніше цей оригінальний опис було перевидано в Німеччині. Цей пізній німецький варіант його статті західні спеціалісти називають першим описом тріади Зіверта — Картагенера, хоча насправді він був опублікований Зівертом російською мовою двома роками раніше.

## Наукові твори
- Über einen Fall von Bronchiectasie bei einem Patienten mit situs inversus viscerum. Berliner klinische Wochenschrift, 1904, 41: 139—141. (нім.) / Про випадок бронхоектатичної хвороби у хворого з inversus viscerum.
- К вопросу об определении границ желудка раздуванием. С.-Петербург, 1904;
- Учение о динамическом антагонизме ядов. К., 1906;
- Лечебное значение алкоголя. С.-Петербург, 1909;
- О влиянии на вырезанное сердце кошки этилового, метилового, пропилового, изобутилового и гептилового алкоголей. К., 1911.